# Diadegma pyreneator
Diadegma pyreneator är en stekelart som först beskrevs av Aubert 1960.  Diadegma pyreneator ingår i släktet Diadegma och familjen brokparasitsteklar. Inga underarter finns listade i Catalogue of Life.